# Masama Kusini
Masama Kusini è una circoscrizione mista (mixed ward) della Tanzania situata nel distretto di Hai, regione del Kilimangiaro. Conta una popolazione di 12 060 abitanti (censimento 2012).